# ماريا بورساك
ماريا بورساك (2 أغسطس 1920 – 23 سبتمبر 1943) كانت عضوًا في بارتيزاف يوغوسلاف (جيش التحرير الوطني) خلال الحرب العالمية الثانية في يوغوسلافيا وأول امرأة يتم إعلانها بطلة الشعب ليوغوسلافيا. ولدت بورساك لعائلة زراعية من صرب البوسنة في قرية كامينيكا، بالقرب من درفار. بعد غزو يوغوسلافيا من قبل دول المحور وإنشائهم دولة كرواتيا المستقلة في أبريل 1941، دعمت بورساك حركة المقاومة الحزبية بقيادة الحزب الشيوعي اليوغوسلافي (كي جي بي). جمعت مثل النساء الأخريات في قريتها، الطعام والملابس والإمدادات الأخرى للمجهود الحربي الحزبي. أصبحت عضوًا في رابطة الشباب الشيوعي في يوغوسلافيا في سبتمبر 1941.  تم تعيينها في أغسطس التالي مفوض سياسي لشركة في لواء شوك الزراعي الأول في كرايينا، هي التي حصدت المحاصيل في وادي نهر سانيكا، وتم قبولها في رابطة شيوعيي يوغوسلافيا في نهاية ذلك الصيف.
أصبحت بورساك عضوة في حزب بارتيزان في فبراير 1943، وانضمت إلى لواء كرايينا الذي كان قد تم تشكيله حديثًا. قاتلت مع اللواء في مناطق بوسانسكو غراهوفو، كنين، فرليكا وليفنو وعملت كممرضة. في سبتمبر 1943، أصيبت بورساك في ساقها أثناء إلقاء قنابل يدوية خلال هجوم على القاعدة الألمانية في بركوسي في شمال غرب البوسنة. غنت الأغاني الحزبية أثناء نقلها إلى مستشفى ميداني في فيدوفو سيلو. سرعان ما أصيب جرح بورساك بالغرغرينا، وتوفيت في المستشفى في 23 سبتمبر 1943. تم إعلانها بطلة الشعب ليوغوسلافيا في الشهر التالي. سميت المدارس والشوارع والمنظمات تخليدًا لذكراها بعد الحرب، إحياءًا لذكرى خدمتها للقضية الحزبية.

## بداية حياتها
ولدت بورساك في 2 أغسطس 1920 في قرية كامينيكا، بالقرب من درفار في منطقة بوسانسكا كرايينا، القطاع الشمالي الغربي من البوسنة والهرسك (جزء من مملكة الصرب والكروات والسلوفينيين في حينها، التي أعيدت تسميتها لتصبح يوغوسلافيا في عام 1929). كانت منطقة درفار مأهولة في المقام الأول بالصرب، مع مسلمي البوسنة والكروات الذين كانوا يشكلون أقل من أربعة في المائة من السكان. كانت بورساك الطفلة الأكبر بين خمسة أطفال للحجّار نيكولا بورساك وزوجته جوكا، الذين كانوا غالبًا ما يربون الأغنام والماشية في مزرعة عائلاتهم. لم تذهب بورساك إلى المدرسة مثل فتيات القرية الأخريات - فقط الأولاد هم من التحقوا بالمدرسة الابتدائية في درفار. عملت راعية أغنام حتى سن الرابعة عشرة، وساعدت والدتها لاحقًا في التدبير المنزلي والعمل الزراعي. أصبحت بورساك ماهرة في النسيج والغزل والحياكة والتطريز قبل إكمال دورة الخياطة لمدة ستة أشهر في درفار.
في عام 1938، افتتحت مدرسة ابتدائية في كامينيكا كان فيها فيليمير ستوينيك مدرسًا متدربًا. قام ستوينيك، وهو عضو في الحزب الشيوعي اليوغوسلافي (رابطة شيوعيي يوغوسلافيا، غير الشرعية منذ عام 1921)، بتنظيم مكتبة عامة ونوادي للقراءة والرياضة ومجموعة ثقافية فنية. أسس خلية سرية لرابطة شيوعيي يوغوسلافيا في كامينيكا في عام 1939، وهي أول منظمة شيوعية في المنطقة. أكسبته قناعاته الأيديولوجية أتباعًا بين شباب القرية، بمن فيهم دوسان شقيق ماريا. سرعان ما أصبحت السلطات على علم بأنشطة ستوينيك، وتم إبعاده من كامينيكا في فبراير 1940.

## الحرب العالمية الثانية
في 6 أبريل 1941، تم غزو يوغوسلافيا من جميع الجهات من قبل دول المحور، بقيادة ألمانيا النازية. استسلم الجيش الملكي اليوغوسلافي (في كيه جي) في 17 أبريل، ومزق الألمان والإيطاليون والمجريون البلاد. أعلن في 10 أبريل عن دولة فاشية عميلة، دولة كرواتيا المستقلة (تضمن كامل كرواتيا الحديثة تقريبًا، وكامل البوسنة والهرسك الحديثة وأجزاء من صربيا الحديثة). كانت دولة كرواتيا المستقلة «شبه محمية إيطالية ألمانية»، تسيطر عليها الحركة القومية الكرواتية أوستاشا تحت قيادة أنتي بافيليتش. كانت إحدى سياسات دولة كرواتيا المستقلة هي القضاء على السكان الصرب العرقيين بالولاية من خلال عمليات القتل الجماعي والطرد والاستيعاب القسري. قتل أول صربي في درفار في 18 يونيو 1941. أدت الأعمال الوحشية إلى تسريع تشكيل حركتين كبيرتين للمقاومة في يوغوسلافيا المحتلة. أسس الملكيون والقوميون الصرب بقيادة العقيد في فيه كيه جي دراجا ميهايلوفيتش حركة رافنا غورا، التي كان أعضاؤها معروفين باسم شيتنيك. قرر رابطة شيوعيي يوغسلافيا، بقيادة جوزيب بروز تيتو، في بلغراد في 4 يوليو إطلاق انتفاضة مسلحة على مستوى البلاد وأصبح أعضاء القوات التي تقودها رابطة شيوعيي يوغسلافيا معروفين باسم الثوار.